# Fenwick-Gletscher
Der Fenwick-Gletscher ist ein 1 km langer Gletscher im ostantarktischen Viktorialand. In der Saint Johns Range liegt er zwischen dem Mount Majerus und dem Tūkeri Peak an der Felswand am Kopfende des Ringer Valley.
Das New Zealand Geographic Board benannte ihn 2005 nach John Fenwick, einem Hydrologietechniker des neuseeländischen Arbeitsministeriums, der zwischen 1972 und 1974 in zwei antarktischen Sommerkampagnen in diesem Gebiet tätige Feldforschungsmannschaften geleitet hatte.